# جمعية رياضة الصيد

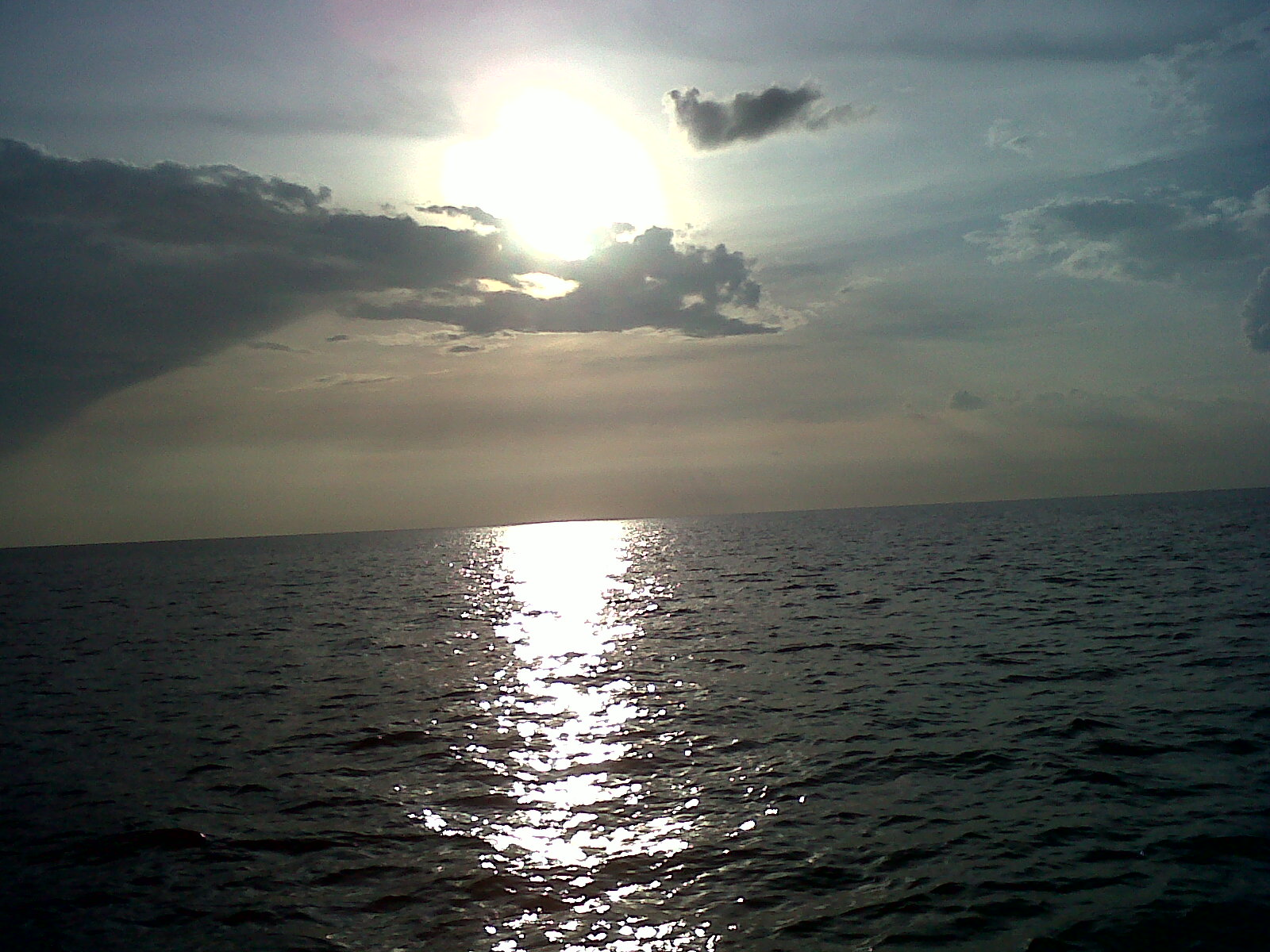
بحر فنزويلا

جمعية رياضة الصيد (S.F.A) في أنزواتغي هي مجموعة منظمة من الأشخاص الذين يمارسون الصيد الرياضي في فنزويلا. هي الرابطة الوحيدة القانونية للصيادين في فنزويلا. يتبادل أعضاء الجمعية معلومات حول أفضل الممارسات والتقنيات الجديدة ، ويتنافسون مع بعضهم البعض. تم تأسيسها منذ 36 عامًا وهي تنظم الآن أكثر من 10 بطولات لصيد الأسماك كل عام ، وتصنف على أنها الجمعية التي تصنع المزيد من الأحداث الرياضية لصيد الأسماك في أمريكا اللاتينية.

## تاريخ

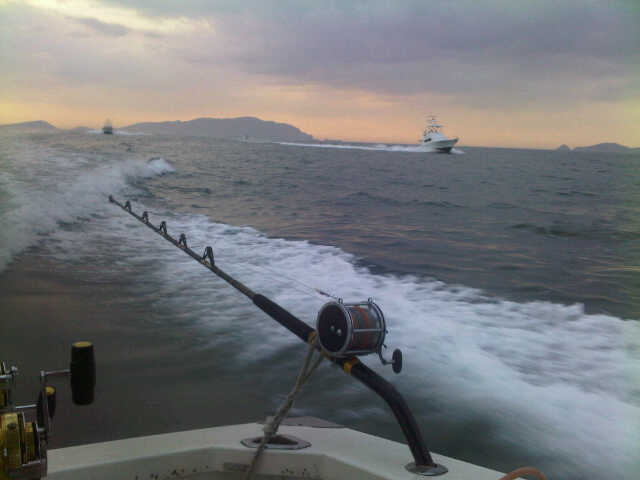
بطولة الصيد الثانية في أنزواتغي، فنزويلا 2011

تأسست جمعية الصيد الرياضي في أنزواتغي في يونيو 1975 من قبل صيادين محترفين في ولاية أنزواتغي. في البداية كانت البيئة تحتوي على الكثير من الأسماك المنقولة ، ولكن اصطياد الأسماك على مر السنين أصبح أكثر صعوبة إما بسبب السلوك الحيواني أو الندرة ، أما ندرة الأسماك فقد تزايدت بشكل كبير في جميع أنحاء العالم.

## حاضر
لقد تغيرت تقنيات الرياضة اليوم بشكل كبير من حيث التكنولوجيا والقوارب والتقنيات المتطورة لحماية البيئة. جمعية رياضة الصيد تتبع القواعد التي تفرضها الرابطة الدولية لصيد الأسماك والمتعلقة بصيد الحيوانات وإطلاقها. يعد إطلاق الحيوانات أهم قاعدة في الارتباط ، حيث لا يتم صيد الحيوانات حتى لا تؤثر على الحيوانات البحرية.

## البطولات
أقام الاتحاد ثماني بطولات رياضية على الأقل في أوقات مختلفة من العام ؛ الأهم بين سبتمبر وأكتوبر من كل عام.

### تقويم الصيد
| البطولات | التاريخ   |
| -------- | --------- |
| 1        | 15 يوليو  |
| 2        | 12 أغسطس  |
| 3        | 9 سبتمبر  |
| 4        | 23 سبتمبر |
| 5        | 14 أكتوبر |
| 6        | 28 أكتوبر |
| 7        | 11 نوفمبر |
| 8        | 11 نوفمبر |
| 9        | 3 ديسمبر  |